# Balcerów
Balcerów est une localité polonaise de la gmina et du powiat de Skierniewice en voïvodie de Łódź.